# Fußball-Club Gelsenkirchen-Schalke 04 1996-1997
Questa voce raccoglie le informazioni riguardanti il Fußball-Club Gelsenkirchen-Schalke 04 nelle competizioni ufficiali della stagione 1996-1997.

## Stagione
Nella stagione 1996-1997 lo Schalke, allenato da Jörg Berger, Hubert Neu e Huub Stevens, concluse il campionato di Bundesliga al 12º posto. In Coppa di Germania lo Schalke fu eliminato al secondo turno dal Bochum. In Coppa UEFA lo Schalke vinse la doppia finale con l'Inter.

## Rosa
| N. |                        | Ruolo | Calciatore          |
| -- | ---------------------- | ----- | ------------------- |
| 1  | Germania (bandiera)    | P     | Jens Lehmann        |
| 2  | Germania (bandiera)    | D     | Thomas Linke        |
| 3  | Rep. Ceca (bandiera)   | C     | Radoslav Látal      |
| 4  | Germania (bandiera)    | D     | Yves Eigenrauch     |
| 6  | Germania (bandiera)    | C     | Andreas Müller      |
| 8  | Germania (bandiera)    | C     | Ingo Anderbrügge    |
| 9  | Paesi Bassi (bandiera) | A     | Youri Mulder        |
| 10 | Germania (bandiera)    | D     | Olaf Thon           |
| 11 | Germania (bandiera)    | A     | Martin Max          |
| 12 | Paesi Bassi (bandiera) | D     | Marco van Hoogdalem |
| 14 | Stati Uniti (bandiera) | A     | David Wagner        |

| N. |                        | Ruolo | Calciatore      |
| -- | ---------------------- | ----- | --------------- |
| 16 | Germania (bandiera)    | C     | Oliver Held     |
| 19 | Germania (bandiera)    | C     | Michael Büskens |
| 20 | Rep. Ceca (bandiera)   | C     | Jiří Němec      |
| 21 | Germania (bandiera)    | D     | Marco Kurz      |
| 22 | Germania (bandiera)    | P     | Mathias Schober |
| 23 | Germania (bandiera)    | C     | Arnold Dybek    |
| 24 | Belgio (bandiera)      | C     | Marc Wilmots    |
| 25 | Paesi Bassi (bandiera) | D     | Johan de Kock   |
| 31 | Angola (bandiera)      | A     | Miguel Pereira  |
| 36 | Germania (bandiera)    | A     | Ralf Regenbogen |
| 37 | Germania (bandiera)    | A     | Mike Möllensiep |

## Organigramma societario
Area tecnica
- Allenatore: Huub Stevens
- Allenatore in seconda: Hubert Neu
- Preparatore dei portieri: Michael Stahl
- Preparatori atletici:

## Calciomercato

### Sessione estiva
| Acquisti | Acquisti       | Acquisti        | Acquisti |
| R.       | Nome           | da              | Modalità |
| -------- | -------------- | --------------- | -------- |
| D        | Johan de Kock  | Roda JC         |          |
| C        | Arnold Dybek   | ASV Durlach     |          |
| A        | Miguel Pereira | Preußen Münster |          |
| C        | Marc Wilmots   | Standard Liegi  |          |

| Cessioni | Cessioni        | Cessioni        | Cessioni |
| R.       | Nome            | a               | Modalità |
| -------- | --------------- | --------------- | -------- |
| D        | Michael Prus    | Meppen          |          |
| C        | Uwe Scherr      | Colonia         |          |
| A        | Sergej Dikhtiar | Wattenscheid 09 |          |

### Sessione invernale
| Acquisti | Acquisti            | Acquisti | Acquisti |
| R.       | Nome                | da       | Modalità |
| -------- | ------------------- | -------- | -------- |
| D        | Marco van Hoogdalem | Roda JC  |          |

| Cessioni | Cessioni          | Cessioni         | Cessioni |
| R.       | Nome              | a                | Modalità |
| -------- | ----------------- | ---------------- | -------- |
| D        | Frank Schön       | Waldhof Mannheim |          |
| C        | Waldemar Ksienzyk | Waldhof Mannheim |          |
| C        | Uwe Weidemann     | Hertha Berlino   |          |

## Risultati

### Bundesliga

#### Girone di andata
| Arbitro: | Fleske |

|                                            |           |  |
| Élber 27’ Hagner 33’ Balăkov 48’ Bobic 74’ | Marcatori |  |

| Gelsenkirchen 20 agosto 1996, ore 20:00 CEST 2ª giornata | Schalke 04 | 0 – 0 referto | Borussia M'gladbach | Parkstadion (38 800 spett.)\| Arbitro: \| Wagner \| |
| Arbitro:                                                 | Wagner     |               |                     |                                                     |

| Arbitro: | Albrecht |

|                                                          |           |                                   |
| Driller 15’ Trulsen 53’ Springer 62’ Sobotzik 66’ (rig.) | Marcatori | 11’, 59’ Max 34’ Thon 38’ Wilmots |

| Arbitro: | Steinborn |

|         |           |            |
| Thon 2’ | Marcatori | 87’ Donkov |

| Arbitro: | Merk |

|  |           |         |
|  | Marcatori | 45’ Max |

| Arbitro: | Fröhlich |

|         |           |            |
| Max 36’ | Marcatori | 70’ Strunz |

| Arbitro: | Fandel |

|  |           |         |
|  | Marcatori | 16’ Max |

| Arbitro: | Heynemann |

|            |           |                       |
| de Kock 2’ | Marcatori | 13’ Meijer 24’ Sérgio |

| Arbitro: | Koop |

|  |           |            |
|  | Marcatori | 12’ Dundee |

| Arbitro: | Aust |

|                          |           |  |
| Herzog 34’ Bode 59’, 90’ | Marcatori |  |

| Arbitro: | Berg |

|                        |           |  |
| Wilmots 28’ Dooley 66’ | Marcatori |  |

| Arbitro: | Albrecht |

|                              |           |             |
| Vlădoiu 34’, 68’ Baumann 64’ | Marcatori | 48’ Wilmots |

| Arbitro: | Jansen |

|         |           |                                 |
| Max 58’ | Marcatori | 15’ Herrlich 62’, 64’ Chapuisat |

| Arbitro: | Wack |

|                   |           |                               |
| Werner 32’ (rig.) | Marcatori | 5’ Wilmots 43’ Dooley 81’ Max |

| Arbitro: | Malbranc |

|                                                       |           |             |
| Mulder 15’ Wilmots 38’ Anderbrügge 72’ (rig.) Max 76’ | Marcatori | 45’ Winkler |

| Arbitro: | Steinborn |

|                               |           |                              |
| Sutter 17’ Wilmots 46’ (aut.) | Marcatori | 45’ Anderbrügge 82’, 87’ Max |

| Arbitro: | Kemmling |

|                |           |  |
| Mulder 2’, 27’ | Marcatori |  |

#### Girone di ritorno
| Arbitro: | Steinborn |

|             |           |  |
| Wilmots 39’ | Marcatori |  |

| Mönchengladbach 22 febbraio 1997, ore 15:30 CET 19ª giornata | Borussia M'gladbach | 0 – 0 referto | Schalke 04 | Bökelbergstadion (34 500 spett.)\| Arbitro: \| Fandel \| |
| Arbitro:                                                     | Fandel              |               |            |                                                          |

| Gelsenkirchen 28 febbraio 1997, ore 20:00 CET 20ª giornata | Schalke 04 | 0 – 0 referto | St. Pauli | Parkstadion (37 620 spett.)\| Arbitro: \| Buchhart \| |
| Arbitro:                                                   | Buchhart   |               |           |                                                       |

| Arbitro: | Strampe |

|  |           |                |
|  | Marcatori | 70’ Eigenrauch |

| Arbitro: | Albrecht |

|                                           |           |  |
| Anderbrügge 5’ Held 66’ Max 72’ Linke 90’ | Marcatori |  |

| Arbitro: | Merk |

|                                        |           |  |
| Helmer 13’ Nerlinger 87’ Klinsmann 90’ | Marcatori |  |

| Gelsenkirchen 22 marzo 1997, ore 15:30 CET 24ª giornata | Schalke 04 | 0 – 0 referto | Arminia Bielefeld | Parkstadion (39 200 spett.)\| Arbitro: \| Aust \| |
| Arbitro:                                                | Aust       |               |                   |                                                   |

| Arbitro: | Malbranc |

|                        |           |  |
| Kirsten 63’ Meijer 86’ | Marcatori |  |

| Karlsruhe 5 aprile 1997, ore 15:30 CEST 26ª giornata | Karlsruhe | 0 – 0 referto | Schalke 04 | Wildparkstadion (31 000 spett.)\| Arbitro: \| Fleske \| |
| Arbitro:                                             | Fleske    |               |            |                                                         |

| Arbitro: | Keßler |

|           |           |          |
| Látal 21’ | Marcatori | 59’ Bode |

| Arbitro: | Stark |

|             |           |  |
| Kmetsch 29’ | Marcatori |  |

| Arbitro: | Heynemann |

|             |           |          |
| Büskens 20’ | Marcatori | 69’ Kohn |

| Arbitro: | Steinborn |

|          |           |  |
| Zorc 84’ | Marcatori |  |

| Arbitro: | Albrecht |

|  |           |                   |
|  | Marcatori | 30’ Dobrovol'skij |

| Arbitro: | Fröhlich |

|                             |           |         |
| Hamann 19’ Heldt 36’ (rig.) | Marcatori | 51’ Max |

| Arbitro: | Hilmes |

|  |           |                         |
|  | Marcatori | 59’ Jurčević 87’ Freund |

| Arbitro: | Dardenne |

|  |           |           |
|  | Marcatori | 89’ Látal |

### Coppa di Germania
| Arbitro: | Stark |

|  |           |                  |
|  | Marcatori | 4’ Max 18’ Linke |

| Arbitro: | Malbranc |

|                      |           |                                    |
| Wilmots 35’ Held 47’ | Marcatori | 1’, 30’ Guðjónsson 60’ Bałuszyński |

### Coppa UEFA
| Arbitro: | Cesari |

|                                       |           |  |
| Wilmots 8’ Mulder 14’ Anderbrügge 75’ | Marcatori |  |

| Arbitro: | Puhl |

|                              |           |                        |
| Vurens 26’ Dooley 74’ (aut.) | Marcatori | 15’ Wagner 73’ Wilmots |

| Arbitro: | Aranda |

|         |           |  |
| Max 77’ | Marcatori |  |

| Arbitro: | Blareau |

|                                  |           |                          |
| Arveladze 55’ Mandıralı 66’, 71’ | Marcatori | 33’, 36’ de Kock 74’ Max |

| Arbitro: | Ceccarini |

|                       |           |             |
| Stanić 35’ Špehar 59’ | Marcatori | 51’ Büskens |

| Arbitro: | Pereira |

|                   |           |  |
| Max 9’ Mulder 90’ | Marcatori |  |

| Arbitro: | Wójcik |

|                       |           |  |
| Linke 43’ Wilmots 82’ | Marcatori |  |

| Arbitro: | Pedersen |

|             |           |            |
| Poyatos 45’ | Marcatori | 19’ Mulder |

| Arbitro: | Elleray |

|                  |           |  |
| Felipe 6’ (rig.) | Marcatori |  |

| Arbitro: | Puhl |

|                        |           |  |
| Linke 68’ Wilmots 107’ | Marcatori |  |

| Arbitro: | Batta |

|             |           |  |
| Wilmots 70’ | Marcatori |  |

| Arbitro: | Aranda |

|                           |                      |                              |
| Zamorano 84’              | Marcatori            |                              |
| Zamorano Djorkaeff Winter | Tiri di rigore 1 – 4 | Anderbrügge Thon Max Wilmots |

## Statistiche

### Statistiche di squadra
| Competizione      | Punti | In casa | In casa | In casa | In casa | In casa | In casa | In trasferta | In trasferta | In trasferta | In trasferta | In trasferta | In trasferta | Totale | Totale | Totale | Totale | Totale | Totale | DR |
| Competizione      | Punti | G       | V       | N       | P       | Gf      | Gs      | G            | V            | N            | P            | Gf           | Gs           | G      | V      | N      | P      | Gf     | Gs     | DR |
| ----------------- | ----- | ------- | ------- | ------- | ------- | ------- | ------- | ------------ | ------------ | ------------ | ------------ | ------------ | ------------ | ------ | ------ | ------ | ------ | ------ | ------ | -- |
| Bundesliga        | 43    | 17      | 5       | 7       | 5       | 19      | 14      | 17           | 6            | 3            | 8            | 16           | 26           | 34     | 11     | 10     | 13     | 35     | 40     | -5 |
| Coppa di Germania | -     | 1       | 0       | 0       | 1       | 2       | 3       | 1            | 1            | 0            | 0            | 2            | 0            | 2      | 1      | 0      | 1      | 4      | 3      | +1 |
| Coppa UEFA        | -     | 6       | 6       | 0       | 0       | 11      | 0       | 6            | 0            | 3            | 3            | 7            | 10           | 12     | 6      | 3      | 3      | 18     | 10     | +8 |
| Totale            | 43    | 24      | 11      | 7       | 6       | 32      | 17      | 24           | 7            | 6            | 11           | 25           | 36           | 48     | 18     | 13     | 17     | 57     | 53     | +4 |

### Andamento in campionato
| Giornata  | 1  | 2  | 3  | 4  | 5  | 6  | 7  | 8  | 9  | 10 | 11 | 12 | 13 | 14 | 15 | 16 | 17 | 18 | 19 | 20 | 21 | 22 | 23 | 24 | 25 | 26 | 27 | 28 | 29 | 30 | 31 | 32 | 33 | 34 |
| --------- | -- | -- | -- | -- | -- | -- | -- | -- | -- | -- | -- | -- | -- | -- | -- | -- | -- | -- | -- | -- | -- | -- | -- | -- | -- | -- | -- | -- | -- | -- | -- | -- | -- | -- |
| Luogo     | T  | C  | T  | C  | T  | C  | T  | C  | C  | T  | C  | T  | C  | T  | C  | T  | C  | C  | T  | C  | T  | C  | T  | C  | T  | T  | C  | T  | C  | T  | C  | T  | C  | T  |
| Risultato | P  | N  | N  | N  | V  | N  | V  | P  | P  | P  | V  | P  | P  | V  | V  | V  | V  | V  | N  | N  | V  | V  | P  | N  | P  | N  | N  | P  | N  | P  | P  | P  | P  | V  |
| Posizione | 18 | 16 | 16 | 15 | 11 | 12 | 10 | 12 | 13 | 13 | 12 | 13 | 14 | 10 | 9  | 8  | 8  | 8  | 8  | 7  | 7  | 5  | 5  | 5  | 7  | 7  | 7  | 8  | 8  | 9  | 10 | 12 | 13 | 12 |

Legenda:

Luogo: C = Casa; T = Trasferta. Risultato: V = Vittoria; N = Pareggio; P = Sconfitta.

### Statistiche dei giocatori
| Giocatore        | Bundesliga | Bundesliga | Bundesliga  | Bundesliga | Coppa di Germania | Coppa di Germania | Coppa di Germania | Coppa di Germania | Coppa UEFA | Coppa UEFA | Coppa UEFA  | Coppa UEFA | Totale   | Totale | Totale      | Totale     |
| Giocatore        | Presenze   | Reti       | Ammonizioni | Espulsioni | Presenze          | Reti              | Ammonizioni       | Espulsioni        | Presenze   | Reti       | Ammonizioni | Espulsioni | Presenze | Reti   | Ammonizioni | Espulsioni |
| ---------------- | ---------- | ---------- | ----------- | ---------- | ----------------- | ----------------- | ----------------- | ----------------- | ---------- | ---------- | ----------- | ---------- | -------- | ------ | ----------- | ---------- |
| I. Anderbrügge   | 28         | 3          | 1           | 0          | 1                 | 0                 | 0                 | 0                 | 9          | 1          | 1           | 0          | 38       | 4      | 2           | 0          |
| M. Büskens       | 29         | 1          | 5           | 0          | 2                 | 0                 | 0                 | 0                 | 10         | 1          | 1           | 0          | 41       | 2      | 6           | 0          |
| T. Dooley        | 8          | 2          | 0           | 0          | 0                 | 0                 | 0                 | 0                 | 7          | 0          | 0           | 0          | 15       | 2      | 0           | 0          |
| A. Dybek         | 1          | 0          | 0           | 0          | 0                 | 0                 | 0                 | 0                 | 0          | 0          | 0           | 0          | 1        | 0      | 0           | 0          |
| Y. Eigenrauch    | 26         | 1          | 1           | 0          | 2                 | 0                 | 0                 | 0                 | 8          | 0          | 1           | 0          | 36       | 1      | 2           | 0          |
| O. Held          | 14         | 1          | 0           | 0          | 2                 | 1                 | 0                 | 0                 | 3          | 0          | 1           | 0          | 19       | 2      | 1           | 0          |
| M. Kurz          | 17         | 0          | 1           | 0          | 1                 | 0                 | 0                 | 0                 | 3          | 0          | 0           | 0          | 21       | 0      | 1           | 0          |
| J. Lehmann       | 34         | 0          | 2           | 0          | 2                 | 0                 | 0                 | 0                 | 12         | 0          | 1           | 0          | 48       | 0      | 3           | 0          |
| T. Linke         | 30         | 1          | 6           | 0          | 2                 | 1                 | 1                 | 0                 | 11         | 2          | 3           | 0          | 43       | 4      | 10          | 0          |
| R. Látal         | 29         | 2          | 7           | 0          | 2                 | 0                 | 1                 | 0                 | 12         | 0          | 0           | 0          | 43       | 2      | 8           | 0          |
| M. Max           | 30         | 12         | 4           | 0          | 2                 | 1                 | 0                 | 0                 | 10         | 3          | 0           | 0          | 42       | 16     | 4           | 0          |
| Y. Mulder        | 19         | 3          | 1           | 1          | 1                 | 0                 | 1                 | 0                 | 7          | 3          | 1           | 0          | 27       | 6      | 3           | 1          |
| M. Möllensiep    | 2          | 0          | 0           | 0          | 0                 | 0                 | 0                 | 0                 | 0          | 0          | 0           | 0          | 2        | 0      | 0           | 0          |
| A. Müller        | 28         | 0          | 3           | 0          | 2                 | 0                 | 0                 | 0                 | 11         | 0          | 3           | 0          | 41       | 0      | 6           | 0          |
| J. Němec         | 30         | 0          | 9           | 1          | 2                 | 0                 | 0                 | 0                 | 12         | 0          | 1           | 0          | 44       | 0      | 10          | 1          |
| M. Pereira       | 1          | 0          | 0           | 0          | 0                 | 0                 | 0                 | 0                 | 0          | 0          | 0           | 0          | 1        | 0      | 0           | 0          |
| M. Prus          | 1          | 0          | 0           | 0          | 0                 | 0                 | 0                 | 0                 | 0          | 0          | 0           | 0          | 1        | 0      | 0           | 0          |
| R. Regenbogen    | 1          | 0          | 0           | 0          | 0                 | 0                 | 0                 | 0                 | 0          | 0          | 0           | 0          | 1        | 0      | 0           | 0          |
| U. Scherr        | 1          | 0          | 0           | 0          | 0                 | 0                 | 0                 | 0                 | 0          | 0          | 0           | 0          | 1        | 0      | 0           | 0          |
| M. Schober       | 1          | 0          | 0           | 0          | 0                 | 0                 | 0                 | 0                 | 0          | 0          | 0           | 0          | 1        | 0      | 0           | 0          |
| F. Schön         | 3          | 0          | 1           | 0          | 1                 | 0                 | 0                 | 0                 | 0          | 0          | 0           | 0          | 4        | 0      | 1           | 0          |
| O. Thon          | 33         | 2          | 4           | 0          | 1                 | 0                 | 0                 | 0                 | 12         | 0          | 1           | 0          | 46       | 2      | 5           | 0          |
| D. Wagner        | 13         | 0          | 0           | 0          | 1                 | 0                 | 1                 | 0                 | 5          | 1          | 0           | 0          | 19       | 1      | 1           | 0          |
| U. Weidemann     | 6          | 0          | 1           | 0          | 1                 | 0                 | 0                 | 0                 | 3          | 0          | 0           | 0          | 10       | 0      | 1           | 0          |
| M. Wilmots       | 29         | 6          | 4           | 0          | 2                 | 1                 | 0                 | 0                 | 11         | 5          | 3           | 0          | 42       | 12     | 7           | 0          |
| J. de Kock       | 28         | 1          | 6           | 0          | 1                 | 0                 | 0                 | 0                 | 8          | 2          | 3           | 0          | 37       | 3      | 9           | 0          |
| M. van Hoogdalem | 17         | 0          | 4           | 0          | 0                 | 0                 | 0                 | 0                 | 0          | 0          | 0           | 0          | 17       | 0      | 4           | 0          |